# Anna Sam
 (juin 2017).
Si vous disposez d'ouvrages ou d'articles de référence ou si vous connaissez des sites web de qualité traitant du thème abordé ici, merci de compléter l'article en donnant les références utiles à sa vérifiabilité et en les liant à la section « Notes et références ».
Cet article possède un paronyme, voir Sam Hanna.
Pour les articles homonymes, voir Sam.
Anna Sam est une écrivaine française née en 1980.

## Biographie
Parallèlement à ses études littéraires (DEA de littérature française obtenu en 2004), elle travaille au centre commercial E.Leclerc de Cleunay à Rennes, Bretagne comme hôtesse de caisse (2000-2008). En 2007, elle ouvre un blog racontant le quotidien des hôtesses de caisse. Ses chroniques sont suivies par des milliers d'internautes et sont publiées en 2008 dans son premier livre, Les Tribulations d'une caissière, aux éditions Stock. Véritable succès en librairie, cet ouvrage est traduit en 21 langues et se vend dans le monde à 1/2 million d'exemplaires. 
En 2011, ce livre est adapté au cinéma par Pierre Rambaldi. En 2017, elle s'attaque à un tout autre genre littéraire. Le Silence des poupées est un thriller basé sur une idée de Raoul Cauvin, le scénariste bien connu de bandes dessinées.
Elle travaille comme consultante indépendante pour la grande distribution de 2009 à 2011. Elle devient ensuite chroniqueuse radio  (sur France Bleu Armorique) et sur une chaîne de télévision locale rennaise (TVR) de 2013 à 2016. Depuis 2017, elle est professeur de lettres à Rennes.

## Œuvres

### Documents
- Les Tribulations d'une caissière. Paris : Stock, coll. "Les Documents", 06/2008, 190 p.  (ISBN 978-2-234-06163-7) Rééd. Le Grand livre du mois, 2008, 190 p.  (ISBN 978-2-286-04326-1) ; Lyon : Éd. de la Loupe, coll. "Récit", 02/2009, 226 p.  (ISBN 978-2-84868-257-0) ; Paris : Succès du livre, 03/2009, 232 p.  (ISBN 978-2-7382-2375-3) ; Paris : France loisirs, 2009, 205 p.  (ISBN 978-2-298-02054-0) ; Paris : Librairie Générale Française, coll. "Le Livre de Poche" n° 31358, 04/2009 (1re éd.), 09/2009 (5e éd.), 185 p.  (ISBN 978-2-253-12755-0). Rééd. nouvelle couverture du film, 01/2012 (11e éd.)
- Conseils d'amie à la clientèle. Paris : Stock, coll. "Les Documents", 06/2009, 169 p.  (ISBN 978-2-234-06316-7) Rééd. Le Grand livre du mois, 2009, 169 p.,  (ISBN 978-2-286-05841-8) ; Paris : Librairie Générale Française, coll. "Le Livre de Poche" n° 31800, 05/2010, 155 p.  (ISBN 978-2-253-13448-0) ; Paris : France loisirs, 05/2010, 169 p.  (ISBN 978-2-298-03042-6)
- Mon tour de France des blogueurs. Paris : Stock, 05/2011, 211 p.  (ISBN 978-2-234-07028-8)

### Roman
- Le Silence des poupées : thriller / Anna Sam ; sur une idée originale de Raoul Cauvin. Tilly (Belgique) : Acrodacrolivres, 03/2017, 406 p.  (ISBN 978-2-930756-94-3)

### Nouvelle
- Souffle de vie, dans Celles d'un soir. Éd. Atine Nenaud, 10/2017.  (ISBN 9782930735160)

## Adaptations

### En bande dessinée
- Les Tribulations d'une caissière (Volume 1) : Vous êtes ouverte ? / scénario Wol ; illustrations Julien & Mathieu Akita ; adaptation de l'œuvre d'Anna Sam. Toulon : Nomad, coll. "Tranches de vies", 05/2009, 39 p.  (ISBN 978-2-302-00671-3)

### Au cinéma
- 2011 : Les Tribulations d'une caissière, film de Pierre Rambaldi ; scénario Michel Siksik ; d'après l'œuvre d'Anna Sam, aut. adaptée ; Michel Siksik ; avec Déborah François, Elsa Zylberstein, Nicolas Giraud.